# Liga Feminina de Futebol Sub-20
A Liga Feminina de Futebol Sub-20 foi uma competição futebolística de categoria de base da modalidade feminina organizada pela Associação Cuebla, e chancelada pelo Ministério do Esporte.
Foi disputada por 12 equipes entre os dias 30 de março e 24 de junho. Centro Olímpico e Iranduba protagonizaram a decisão. Na ocasião, o Centro Olímpico saiu vitorioso após vencer pelo placar mínimo. Com esses resultados, o clube conquistou a única edição do campeonato.

## Formato e participantes
A Associação Cuebla e o Ministério do Esporte divulgou o regulamento e a tabela detalhada do Liga Feminina de Futebol Sub-20 em março de 2016, quando a entidade também anunciou as cidades de Criciúma, Curitiba, Fortaleza, Nova Iguaçu e São Paulo como sedes da primeira fase. O torneio foi disputado em quatro fases, sendo as duas primeiras por pontos corridos e as duas últimas em partidas eliminatórias. Na primeira, as 12 agremiações foram divididas em três grupos, pelos quais os integrantes disputaram jogos de turno e returno contra os adversários do próprio chaveamento. Após seis rodadas, os dois primeiros colocados de cada grupo e os dois melhores segundo colocados se classificaram para a segunda fase. Esta, por sua vez, manteve o mesmo sistema de disputa, mas em jogos de turno único. As quatro agremiações restantes fizeram as semifinais e os vencedores prosseguiram para a final. Os 12 participantes desta edição foram:
| Federação         | Participantes   |
| ----------------- | --------------- |
| Amazonas          | Iranduba        |
| Ceará             | Caucaia         |
| Ceará             | Juventus-CE     |
| Goiás             | Aliança         |
| Paraná            | Coritiba        |
| Paraná            | Foz Cataratas   |
| Rio de Janeiro    | Vasco da Gama   |
| Rio Grande do Sul | Duda/Canoas     |
| Santa Catarina    | Criciúma        |
| São Paulo         | Centro Olímpico |
| São Paulo         | Ferroviária     |
| São Paulo         | São José-SP     |

## Primeira fase
Em 30 de março de 2016, Aliança e Iranduba venceram as primeiras partidas da competição. No término desta fase, Aliança, Centro Olímpico, Criciúma, Coritiba, Ferroviária, Foz Cataratas, Iranduba e Vasco da Gama se classificaram.

## Segunda fase
Após o término da primeira fase, o torneio entrou em um pequeno hiato e somente retornou em 8 de junho. As partidas desta fase foram realizadas em Manaus e Foz do Iguaçu. O Iranduba foi o primeiro clube a garantir a classificação para as semifinais, após golear o Aliança na segunda rodada. Por sua vez, a equipe goiana venceu o embate decisivo contra o Coritiba e ficou com a segunda vaga. No outro grupo, Centro Olímpico e Vasco da Gama avançaram às semifinais.

### Grupo D
- O Iranduba obteve um ponto extra, por o clube ter tido a melhor campanha da primeira fase.

## Fases finais
A fase final foi disputada na Arena da Amazônia, em Manaus, entre os dias 22 e 24 de junho. Nas semifinais, Aliança e Centro Olímpico fizeram a primeira partida, vencida pelo clube paulista por 3–1, enquanto no outro jogo, o Iranduba derrotou o Vasco da Gama pelo placar mínimo. Essas partidas contaram com a presença de 8 mil pessoas.
Na decisão, o Centro Olímpico venceu pelo placar mínimo o Iranduba e conquistou o campeonato. Essa partida contou com um público de 17.332 torcedores, sendo até então o maior público do futebol feminino brasileiro nas categorias de base.
|  | Semifinais                | Semifinais                |   |                           | Final                     | Final |  |
|  |                           |                           |   |                           |                           |       |  |
|  | Arena da Amazônia, Manaus |                           |   |                           |                           |       |  |
|  | Iranduba (p.)             | 1 (4)                     |   |                           |                           |       |  |
|  | Vasco da Gama             | 1 (2)                     |   |                           |                           |       |  |
|  |                           |                           |   |                           |                           |       |  |
|  |                           |                           |   |                           | Arena da Amazônia, Manaus |       |  |
|  |                           |                           |   |                           | Iranduba                  | 0     |  |
|  |                           | Centro Olímpico           | 1 |                           |                           |       |  |
|  |                           |                           |   |                           |                           |       |  |
|  |                           |                           |   |                           |                           |       |  |
|  |                           |                           |   |                           | Terceiro lugar            |       |  |
|  | Arena da Amazônia, Manaus | Arena da Amazônia, Manaus |   | Arena da Amazônia, Manaus | Arena da Amazônia, Manaus |       |  |
|  | Centro Olímpico           | 3                         |   | Vasco da Gama             | 1                         |       |  |
|  | Aliança                   | 1                         |   |                           | Aliança                   | 2     |  |